# Carlos Johnson (jazzmuzikant)
Carlos Johnson is een Amerikaanse jazzmuzikant (zang, altsaxofoon), die een rol speelde in de Baltimore-jazz.

## Biografie
Johnsons carrière begon bij het Bim Bam Boom Trio eind jaren 1960, met de organist Cornell Muldrow. Hij werkte later met Damita Jo, Ella Fitzgerald, Roy Ayers, Lena Horne, Count Basie, Stevie Wonder, Ray Charles en Chuck Jackson.
Tijdens de jaren 1980 werkten Johnson en zijn band doorlopend bij de bar/restaurant Hazel's in de buurtschap Adams Morgan van Washington en speelden ze jazz en blues in de weekends. Na de sluiting van Hazel's in 1989, bleef Johnson dichter bij huis en speelde hij voornamelijk in Baltimore.